# Prêmio Pólya
O Prêmio Pólya (em inglês:  Pólya Prize) é uma condecoração em matemática concedida pela London Mathematical Society (LMS). É a segunda mais prestigiosa dentre os prêmios da LMS, suplantada pela trianual Medalha De Morgan. É concedida em anos não divisíveis por três, aqueles em que a Medalha De Morgan não é concedida. Oferecida a primeira vez em 1987, homenageia o matemático húngaro George Pólya, que foi um membro da sociedade durante mais de 60 anos.
O prêmio é concedido "em reconhecimento da criatividade de destaque, exposição imaginativa ou contribuição significativa à matemática no Reino Unido". Não pode ser dado a quem já recebeu previamente a Medalha De Morgan.

## Recipientes
- 1987 John Conway
- 1988 Charles Wall
- 1990 Graeme Segal
- 1991 Ian Macdonald
- 1993 David Rees
- 1994 David Williams
- 1996 David Edmunds
- 1997 John Hammersley
- 1999 Simon Donaldson
- 2000 Terry Lyons
- 2002 Nigel Hitchin
- 2003 Angus Macintyre
- 2005 Michael Berry
- 2006 Peter Swinnerton-Dyer
- 2008 David Preiss
- 2009 Roger Heath-Brown
- 2011 Edward Brian Davies
- 2012 Dan Segal
- 2014 Miles Reid
- 2015 Boris Zilber[1]
- 2017: Alex Wilkie
- 2018: Karen Vogtmann